# کوارتت زهی

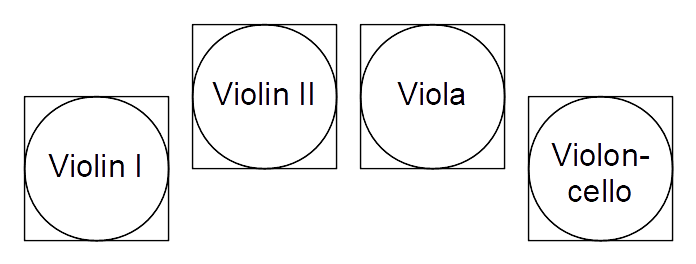
چینش معول یک کوارتت زهی

کوارتت زهی معمولاً برای گروهی از نوازندگان یا قطعه‌ای  برای چهار ساز زهی نوشته شده که معمولاً شاملِ چهار بخش ویلن اول ،  ویلن دوم،  ویولا  و ویولن‌سل است.

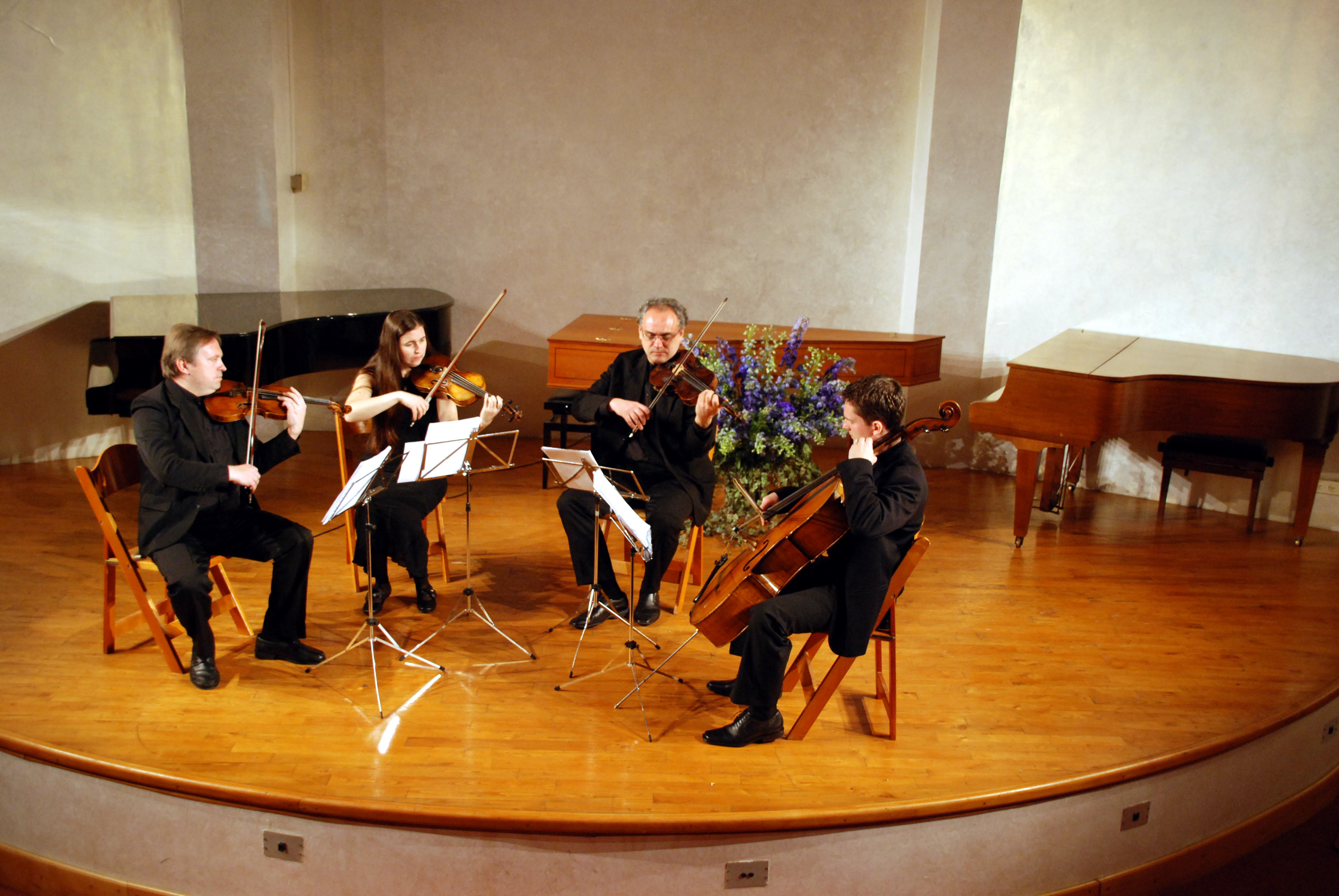
یک کوارتت زهی در حال اجرا. از چپ به راست: ویلن ۱، ویلن ۲، ویولا، ویلنسل

معمولاً ویلن اول ملودی بالا را اجرا می‌کند و ویلن دوم نتهای پایین‌تر. همچنین این امکان وجود دارد که آهنگسازی برای چهار ساز زهی اما نه با ترکیب فوق مثلاً سه ویولن و یک باس (و یا یک ویولا یا ویولنسل) قطعه بنویسد. کوارتت زهی یکی از متداولترین گروه‌های مجلسی در موسیقی کلاسیک می‌باشد و بسیاری از آهنگسازان از اواخر قرن ۱۸ علاقه زیادی به نوشتن قطعات برای این آنسامبل موسیقی داشته‌اند.
آهنگسازی برای کوارتت زهی، فارغ از فرم بندی‌های موجود می‌باشد اما به صورت سنتی و معمول قطعات ساخته شده دارای چهار موومان می‌باشند که می‌توان با ساختار سمفونی مقایسه نمود اما در ابعادی کوچکتر که موومان اول و چهارم با تمپوی بالا و موومان‌های دوم و سوم اغلب آرام می‌باشند و موومان‌های رقص گونه نیز وجود دارند مانند:منوئت، اسکرتسو، فوریانت. هر چند در بسیاری از آثار آهنگسازان جدید مشاهده می‌کنیم که چندان به این نوع تقسیم‌بندی‌ها و چهارچوب‌ها اعتقادی ندارند.
بسیاری از گروه‌های مجلسی با نوعی تعدیل در سازهای می‌توانند به صورت یک کوارتت زهی نیز فعالیت نمایند مانند کوئینتت (پنج نوازی) پیانو که کوارتت زهی می‌تواند به پیانو ملحق شود. کوئینتت زهی (پنج نوازی زهی) نیز می‌تواند یک کوارتت زهی باشد با یک ویولا، ویولنسل اضافی و همچنین تریو زهی (سه نوازی زهی) که می‌تواند شامل یک ویولون، ویولا و یک ویولنسل باشد. پیانو کوارتت هم در اصل کوارتت زهی می‌باشد، پیانو به‌جای یکی از ویولون‌ها می‌نوازد.
اما از منظر تاریخی پیدایش این فرم را اولین بار باید در اواخر قرن ۱۸ میلادی جست. اولین کارهای جوزف هایدن در این زمینه یک مشخصه خاصی داشت و این بود که قطعات وی برای کوارتت زهی دارای پنج موومان بود اما در آثاری از وی (opus 9) برای کوارتت زهی (در سال‌های ۱۷۶۹ الی ۱۷۷۰) می‌بینیم فرم‌های قطعات وی برای کوارتت زهی به استاندارد اصلی خود یعنی داشتن چهار موومان می‌رسند و این برای سایر آهنگسازان نیز صدق می‌کرد. چهار موومان: موومان اول سریع، موومان دوم آرام، موومان سوم منوئت و آخرین موومان سریع. بخاطر فعالیت‌های وی برای فرمی که در حقیقت اصالتاً به سوئیتهای دوره باروک برمیگردد هایدن را پدر کوارتت زهی می‌نامند.
ساختار اصلی کوارتت زهی ازنظر فرم اینگونه است: * موومان اول: (فرم سونات، آلگرو ودرگام تونیک (پایه)) * موومان دوم (آرام، در گام سوبدومینانت (نمایان)) * موومان سوم (منوئت و تریو، در گام تونیک)* موومان چهارم (روندو یا روندو-سونات، در گام تونیک) و به همین دلیل کوارتت زهی از اعتبار بالایی در میان آهنگسازان کلاسیک برخوردار است. در حقیقت برای آنان نمونه‌ای از یک ارکستر کوچکتر می‌باشد که نمایشی است از یک ارکستر واقعی و این محدودیت در ساز نیز موجب شد تا آهنگسازان توجه بیشتر و عمیق‌تری به قطعات ساخته شده برای این مجموعه داشته باشند.
آهنگسازی برای کوارتت زهی در دوره کلاسیک رشد و نمو پیدا کرد، زمانی که بتهوون و موزارت یک سری از برترین آثار را در این زمینه ساختند. اما در قرن ۱۹ توجه به کوارتت زهی اندک شد و شاید بشود عنوان کرد که آهنگسازان برای آن ارزش بالایی متصور نمی‌شدند.
اما کنجکاوی و تعجب از این است که اگر نگاهی به آثار آهنگسازان این دوره بیندازیم می‌بینیم در تمامی ساخته‌های آنان یک قطعه برای کوارتت زهی وجود دارد که شاید نگاهی ارزش گرا به این فرم داشتند. اما در در فضای مدرن تری از موسیقی کلاسیک (دوره معاصر) کوارتت زهی دوباره مورد توجه بسیاری از آهنگسازان قرار گرفت اشخاصی مانند: آرنولدشونبرگ، بلا بارتوک و دیمیتری شوستاکوویچ.
در این میان آهنگسازانی بودند که عمده فعالیت خود را در زمینه این نوع موسیقی صرف نمودند اشخاصی مانند الیوت کارتر و پیتر مکسول که تلاش‌های آنان برای اشاعه این فرم قابل تقدیر می‌باشد.